# Karl Mandl
Karl Mandl (* 18. Oktober 1891 in Kritzendorf; † 21. August 1989 in Wien) war ein österreichischer Koleopterologe und Botaniker. Sein botanisches Autorenkürzel lautet „Mandl“.

## Leben
Der Sohn des Buchhalters Carl Mandl und seiner Frau Anna besuchte die Radetzky-Realschule in Wien III, wo er 1909 die Matura erwarb. Dann studierte er an der Technischen Hochschule Wien Chemie und legte 1913 die zweite Staatsprüfung ab. Anschließend volontierte an der Landwirtschaftlichen Versuchsanstalt in Wien als analytischer Chemiker.
Am 1. Oktober 1913 wurde er als Einjährig-Freiwilliger zum Militärdienst eingezogen. Bei Ausbruch des Ersten Weltkrieges 1914 kam er als Korporal an der russischen Front zum Einsatz. Er wurde bald zum Offizier befördert, geriet aber noch im selben Jahr bei Iwangorod in russische Kriegsgefangenschaft.
Mandl, der sich bereits frühzeitig entomologisch betätigt hatte, sammelte während seiner sechsjährigen Kriegsgefangenschaft intensiv Naturalien. Einige Zeit arbeitete er als Botaniker an der Zweigstelle Nikolsk-Ussurijsk für die Russische Geographische Gesellschaft. Unterstützt von Kameraden konnte er bei seiner Heimkehr nach Österreich im September 1920 etwa 40.000 Käfer, 3.000 Schmetterlinge und viele andere Insekten sowie Petrefakten und Pflanzen in seine Heimat bringen.
Er übernahm nun eine Stelle an der Versuchsanstalt für Bau- und Maschinenmaterial am Technologischen Gewerbemuseum in Wien IX. 1922 bis 1926 war er Assistent an der Lehrkanzel für Botanik, Technische Mikroskopie und Warenkunde der Technischen Hochschule in Wien. 1926 wurde er zusätzlich Vertragslehrer für Chemie und Chemische Technologie am Technologischen Gewerbemuseum. 1928 bekam er den Berufstitel eines Professors und leitete später bis 1945 die  Versuchsanstalten für chemisch-technische Materialprüfung, Materialschutz und Papierprüfung. Dann erzeugte und vertrieb er mit der entsprechenden Gewerbeberechtigung Lehrmittel bis zu seiner Pensionierung im Jahr 1947.

## Wissenschaftliche Arbeit
Mandl brachte nun seine Dissertation über die technisch-mikroskopische Untersuchung an wirtschaftlich wichtigen Samen von Wolfsmilchgewächsen zum Abschluss und wurde im Juli 1951 zum Doktor der technischen Wissenschaften promoviert. Er publizierte weitere wissenschaftliche Arbeiten auf technischem Gebiet und erwarb auch einige Patente.
Sein besonderes Interesse galt jedoch immer mehr den Käfern, wobei er seit seiner Rückkehr aus dem Ersten Weltkrieg eng mit dem Naturhistorischen Museum zusammenarbeitete. Hier revidierte er das museale Material der Sandlaufkäfer (Cicindelinae) und anderer Laufkäfer (Carabidae). Seit 1950 und besonders seit seinem Ausscheiden aus dem Österreichischen Produktivitätszentrum 1959 widmete er sich verstärkt der Koleopterologie. Dabei nahm er stets die Interessen des Naturhistorischen Museums wahr, dessen Bestände er vermehren und verbessern konnte.
Mandl arbeitete vor allem über die Sandlaufkäfer, von denen er etwa 30 neue Arten und Unterarten beschrieb, sowie über die Laufkäfer-Unterfamilien Carabinae, Cychrinae und Chlaeniinae. Dabei untersuchte er auch die Umstände von deren Verbreitung. Von 1951 bis 1967 war er Schriftleiter der Zeitschrift Koleopterologische Rundschau. Mandl, der bis zwei Jahre vor seinem Tod entomologisch tätig war, hinterließ insgesamt 277 entomologische und sechs botanische Publikationen.

## Auszeichnungen
Am 1. Mai 1960 wurde er zum Korrespondenten des Naturhistorischen Museums bestellt. 1970 wurde ihm ein Theodor-Körner-Preis ausnahmsweise in doppelter Höhe zuerkannt. Am 19. November 1980 erhielt er das Österreichische Ehrenkreuz für Wissenschaft und Kunst und am 17. Dezember 1986 das Ehrendoktorat der Naturwissenschaften der Universität Wien.